# Episode Six
Episode Six byla anglická rocková hudební skupina. Vznikla v červenci roku 1964 a jejími zakladateli byli členové kapel The Lightnings a The Madisons. Původní sestavu tvořili Roger Glover (baskytara), Andy Ross (zpěv), Sheila Carter-Dimmock (klávesy, zpěv), Graham Carter-Dimmock (kytara, zpěv), Tony Lander (kytara) a Harvey Shield (bicí). Kapele se dostalo úspěchu v roce 1965, kdy odehrála měsíční koncertní rezidenci ve Frankfurtu – hrála každý den od sedmi hodin večer do tří ráno s patnáctiminutovou přestávkou v každé hodině. Po návratu do Británie se Ross rozhodl kapelu opustit, přičemž jako náhradník byl vybrán Ian Gillan.
Před koncem roku kapela podepsala smlouvu s vydavatelstvím Pye Records a v lednu 1966 vydala svůj první singl. Později následovala řada dalších singlů, ale žádnou dlouhohrající desku kapela nevydala. Rovněž prošla dalšími personálními změnami, důležitým byl odchod Glovera s Gillanem ke kapele Deep Purple. Na Gloverovo místo nastoupil John Gustafson, zatímco pozice sólového zpěváka se ujala Sheila Carter-Dimmock. Jedinými členy, kteří v kapele hráli po celou dobu její existence, byli Sheila Carter-Dimmock a Tony Lander. Svou činnost skupina ukončila po deseti letech existence, v roce 1974.